# Grab des Theron

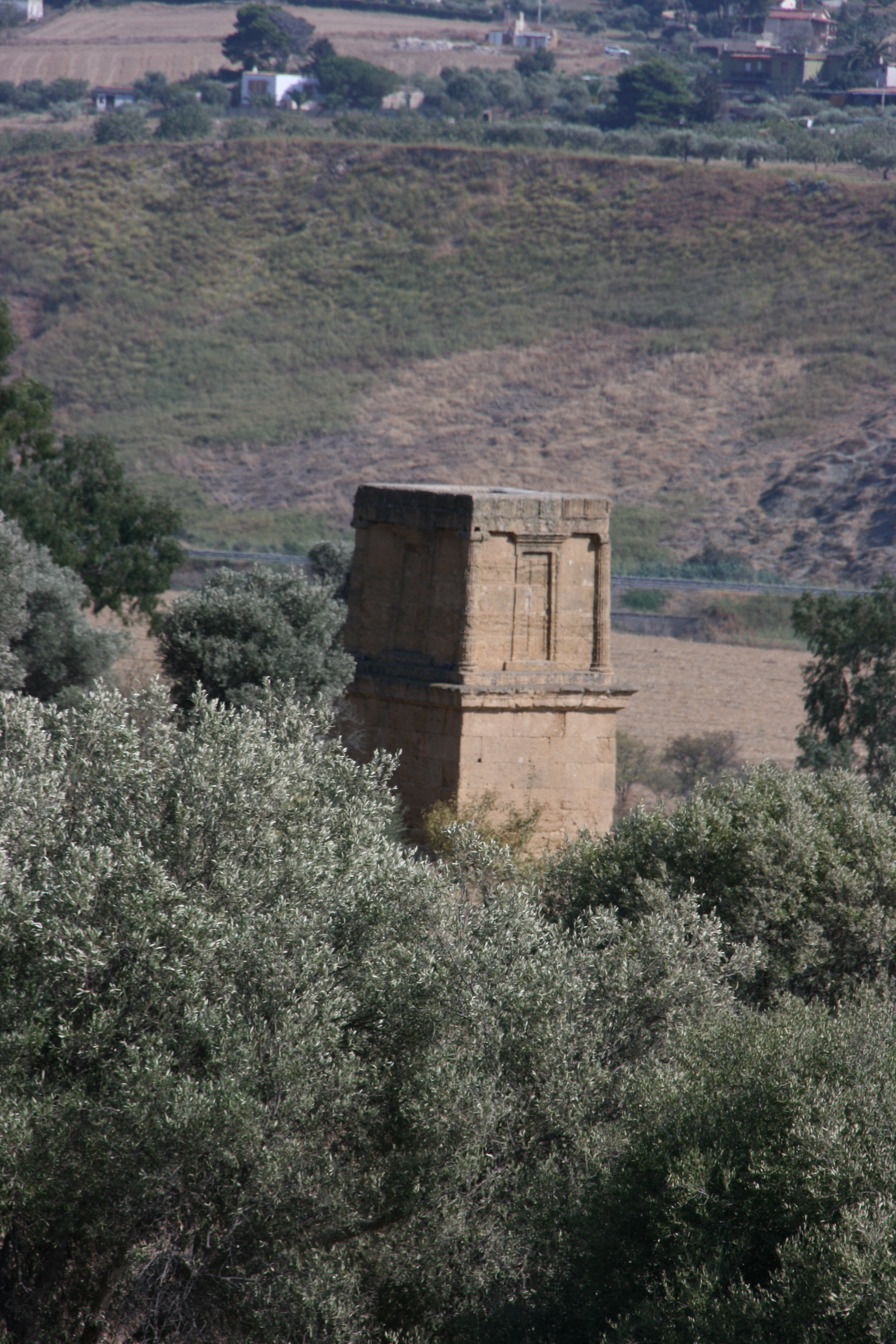
Grab des Theron

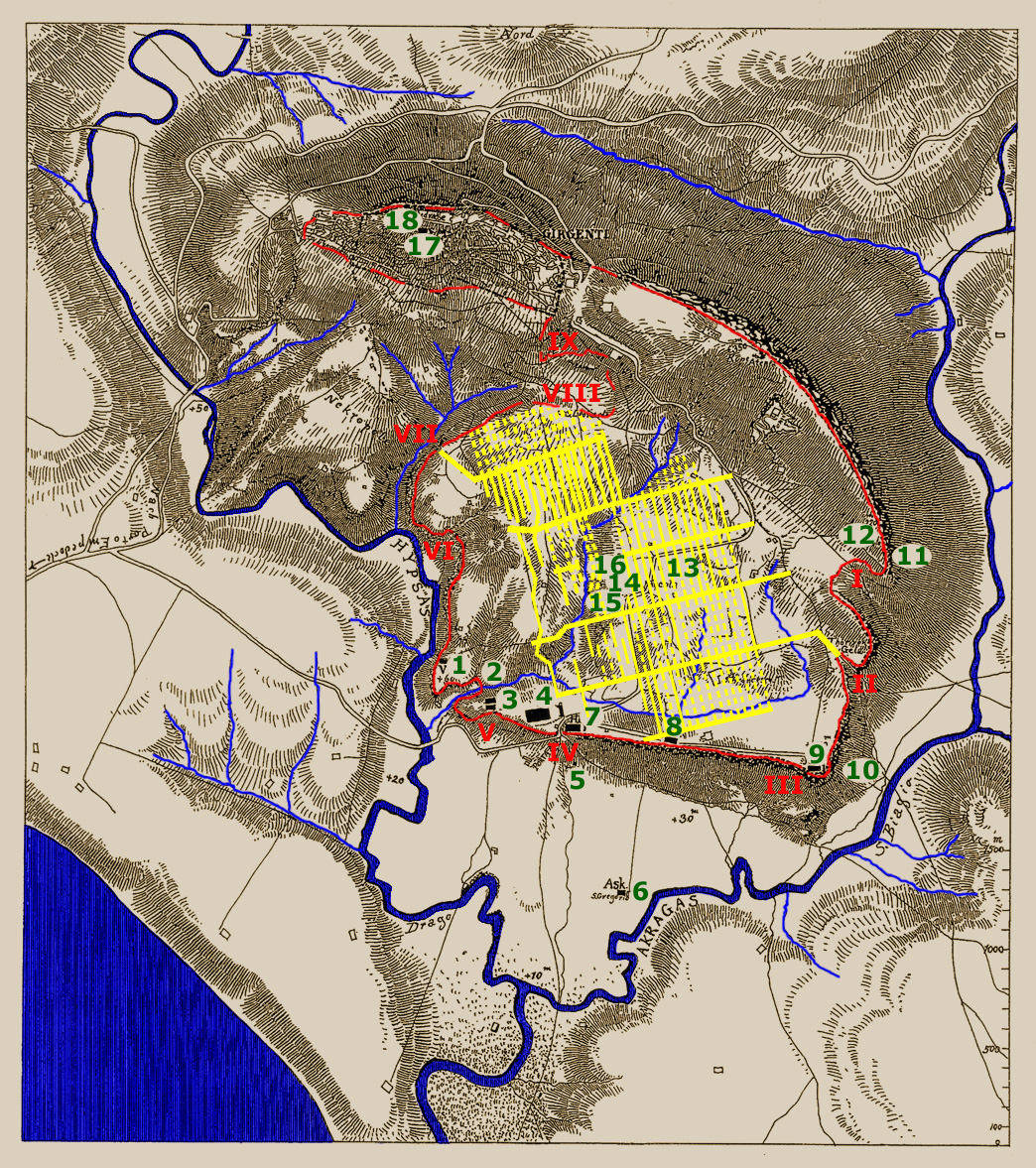
Lage des Grabes des Theron (Nr. 5) in Akragas

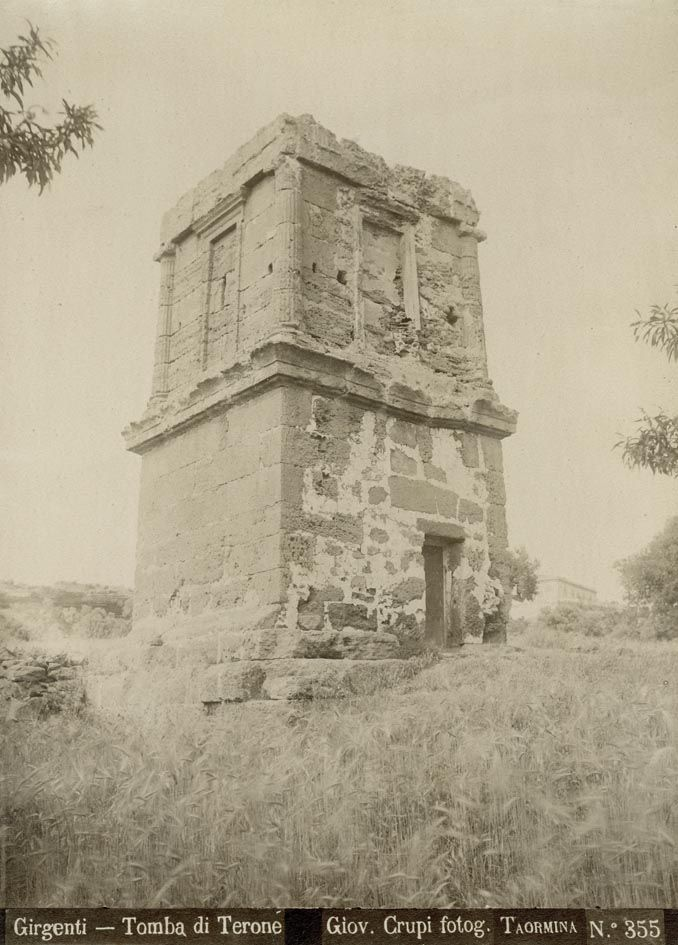
Das Grab des Theron in einer Aufnahme des 19. Jahrhunderts

Das sogenannte Grab des Theron (italienisch Tomba di Terone) ist ein hellenistisches Grabmal in Agrigent auf Sizilien, dem antiken Akragas. Das seit der Antike aufrecht stehende Grab befindet sich außerhalb des antiken Stadtgebietes in der Nekropole vor der südlichen Stadtmauer.

## Name und Datierung
Das Gebäude wird nach der Lokaltradition als Grab des Tyrannen Theron († 473/2 v. Chr.) bezeichnet. Das Grabmal lässt sich jedoch aus typologischen und stilistischen Gründen in hellenistische Zeit datieren und wurde vermutlich als Heroon (Gedenkbau) in der seit dem 3. Jahrhundert v. Chr. römischen Stadt Akragas errichtet.

## Beschreibung
Es handelt sich um ein Bauwerk mit quadratischem Sockel und hausförmigem Oberbau (Naiskos). Der glatte Sockel (Höhe 3,91 m; 4,81 m Länge) mit Fußprofil wird oben von einem Gesims abgeschlossen. An den Ecken des Oberbaus (Höhe 3,73 m) befinden sich ionische Säulen mit attischen Basen. Dazwischen sind an allen Seiten Scheintüren angedeutet. Die Ecksäulen des sich nach oben leicht verjüngenden Baus tragen ein dorisches Gebälk mit glattem Architrav und Metopen-Triglyphenfries. Auf dem Oberbau befand sich ein heute verlorener, in seiner Form wahrscheinlich pyramidenförmiger Aufsatz.